# 東京都市大学ラグビー部
東京都市大学ラグビー部（とうきょうとしだいがくラグビーぶ、Tokyo City University Rugby Football Club）は、関東大学ラグビーリーグ戦グループ5部に所属する東京都市大学のラグビーユニオンチームである。

## 歴史
- 1960年、武蔵工業大学ラグビー部として創部[1]。
- 1997年、全国地区対抗大学ラグビー大会初優勝。
- 2009年、大学名変更に伴って現名称に変更[2]。
- 2025年、関東1区1部リーグから関東大学ラグビーリーグ戦グループ5部に参入[3]。

## タイトル
- 全国地区対抗大学ラグビーフットボール大会 : 6回
  - 1996, 1997, 2000, 2001, 2003, 2005

## 在籍選手
- 瀧澤一樹（主将、SH / 熊谷工業高）
- 磯野武大（副将、FL・CTB / 東京高）
- 松永紘季（副将、WTB・FB / 大東一高）

## 所在地
- 東京都世田谷区玉堤1-28-1（東京都市大学グラウンド）